# Longomapu
Longomapu es la capital del distrito de Hihifo, en la isla de Vava'u, Tonga. Tiene una población de 578 habitantes en 2021.